# Montedio Yamagata
Maillots
Actualités
Le Montedio Yamagata (モンテディオ山形) est un club de football japonais basé à Tendō dans la préfecture de Yamagata. Il évolue en J.League 2.

## Historique
Créé en 1984 sous le nom de NEC Yamagata Soccer Club. En 1996, le nom de l'équipe a été changé en Montedio Yamagata. Il a rejoint la J.League 2 en 1999. Le nom de l'équipe est une combinaison des mots italiens "MONTE (montagne)" et "DIO (dieu)" et signifie "dieu de la montagne". L'arrière-plan de l'emblème est l'image du blanc de la glace de l'arbre de Zao, et la lettre initiale "M" de Montedio et l'emblème préfectoral de la préfecture de Yamagata sont symbolisés en haut au centre. Les couleurs de base sont les couleurs de l'équipe bleu et jaune, et les rayures verticales sont utilisées pour créer une sensation nette et dynamique.

## Palmarès
| Compétitions nationales                                                                         | Compétitions internationales |
| - Coupe du Japon (0) - Finaliste : 2014 - Championnat du Japon de D2 (0) - Vice-champion : 2008 | - Néant                      |

## Joueurs et personnalités du club

### Entraîneurs
Le tableau suivant présente la liste des entraîneurs du club depuis 1995.
| Rang | Nom                | Période   |
| ---- | ------------------ | --------- |
| 1    | Nobuhiro Ishizaki  | 1995-1999 |
| 2    | Shigeharu Ueki     | 1999-2001 |
| 3    | Koichi Hashiratani | 2001-2004 |

| Rang | Nom              | Période   |
| ---- | ---------------- | --------- |
| 4    | Jun Suzuki       | 2004-2006 |
| 5    | Yasuhiro Higuchi | 2006-2008 |
| 6    | Shinji Kobayashi | 2008-2012 |

| Rang | Nom               | Période   |
| ---- | ----------------- | --------- |
| 7    | Ryosuke Okuno     | 2012-2014 |
| 8    | Nobuhiro Ishizaki | 2014-2017 |
| 9    | Takashi Kiyama    | 2017-2020 |

| Rang | Nom               | Période   |
| ---- | ----------------- | --------- |
| 10   | Kiyotaka Ishimaru | 2020-2021 |
| 11   | Jin Sato          | 2021      |
| 12   | Peter Cklamovski  | 2021-     |

### Effectif actuel
Mise à jour le 2 février 2022.
| N° | Nat.             | Poste | Nom du joueur    |
| -- | ---------------- | ----- | ---------------- |
| 1  | Drapeau du Japon | G     | Masaaki Goto     |
| 2  | Drapeau du Japon | D     | Kosuke Yamazaki  |
| 3  | Drapeau du Japon | D     | Riku Handa       |
| 5  | Drapeau du Japon | D     | Hiroki Noda      |
| 6  | Drapeau du Japon | D     | Takumi Yamada    |
| 7  | Drapeau du Japon | M     | Kenya Okazaki    |
| 8  | Drapeau du Japon | M     | Yudai Konishi    |
| 10 | Drapeau du Japon | M     | Kota Yamada      |
| 11 | Drapeau du Japon | A     | Yoshiki Fujimoto |
| 13 | Drapeau du Japon | A     | Kunitomo Suzuki  |
| 14 | Drapeau du Japon | M     | Takayuki Arakaki |
| 15 | Drapeau du Japon | M     | Ibuki Fujita     |
| 16 | Drapeau du Japon | G     | Ko Hasegawa      |
| 17 | Drapeau du Japon | M     | Taiki Kato       |
| 18 | Drapeau du Japon | M     | Shuto Minami     |

| No. | Nat.                | Position | Nom du joueur    |
| --- | ------------------- | -------- | ---------------- |
| 19  | Drapeau du Japon    | D        | Ryota Matsumoto  |
| 20  | Drapeau du Portugal | M        | Tiago Alves      |
| 21  | Drapeau du Japon    | D        | Tomoyasu Yoshida |
| 22  | Drapeau du Japon    | M        | Shuto Kawai      |
| 23  | Drapeau du Japon    | G        | Eisuke Fujishima |
| 24  | Drapeau du Japon    | M        | Rui Yokoyama     |
| 25  | Drapeau du Japon    | M        | Shintaro Kokubu  |
| 26  | Drapeau du Japon    | D        | Ayumu Kawai      |
| 27  | Drapeau du Japon    | A        | Kanta Matsumoto  |
| 28  | Drapeau du Japon    | A        | Towa Arakawa     |
| 30  | Drapeau du Japon    | D        | Kiriya Sakamoto  |
| 31  | Drapeau du Japon    | D        | Seiji Kimura     |
| 32  | Drapeau du Japon    | G        | Ryusuke Otomo    |
| 33  | Drapeau du Japon    | A        | Koki Kido        |

## Bilan saison par saison
Ce tableau présente les résultats par saison de Machida Zelvia dans les diverses compétitions nationales et internationales depuis la saison 1999.
| Saison | Championnat | Championnat | Championnat | Championnat | Championnat | Championnat | Championnat | Championnat | Championnat | Championnat | Coupe du Japon      | Coupe de la Ligue |
| Saison | Division    | Pos         | Pts         | J           | V           | N           | D           | BP          | BC          | Diff.       | Coupe du Japon      | Coupe de la Ligue |
| ------ | ----------- | ----------- | ----------- | ----------- | ----------- | ----------- | ----------- | ----------- | ----------- | ----------- | ------------------- | ----------------- |
| 1999   | J2 League   | 7e          | 48          | 36          | 15          | 4           | 17          | 47          | 53          | -6          | Quarts de finale    | 1er tour          |
| 2000   | J2 League   | 10e         | 33          | 40          | 11          | 2           | 27          | 40          | 61          | -21         | 2e tour             | 1er tour          |
| 2001   | J2 League   | 3e          | 80          | 44          | 27          | 6           | 11          | 61          | 39          | +22         | 3e tour             | 1er tour          |
| 2002   | J2 League   | 11e         | 35          | 44          | 6           | 17          | 21          | 29          | 57          | -28         | 1er tour            | -                 |
| 2003   | J2 League   | 8e          | 55          | 44          | 15          | 10          | 19          | 52          | 60          | -8          | 3e tour             | -                 |
| 2004   | J2 League   | 4e          | 71          | 44          | 19          | 14          | 11          | 58          | 51          | +7          | 4e tour             | -                 |
| 2005   | J2 League   | 5e          | 64          | 44          | 16          | 16          | 12          | 54          | 45          | +9          | 4e tour             | -                 |
| 2006   | J2 League   | 8e          | 65          | 48          | 17          | 14          | 17          | 68          | 57          | +11         | 4e tour             | -                 |
| 2007   | J2 League   | 9e          | 58          | 48          | 15          | 13          | 20          | 46          | 56          | -10         | 4e tour             | -                 |
| 2008   | J2 League   | 2e          | 78          | 42          | 23          | 9           | 10          | 66          | 40          | +26         | 4e tour             | -                 |
| 2009   | J1 League   | 15e         | 39          | 34          | 10          | 9           | 15          | 32          | 40          | -8          | 3e tour             | Phase de groupe   |
| 2010   | J1 League   | 13e         | 42          | 34          | 11          | 9           | 14          | 29          | 42          | -13         | Quarts de finale    | Phase de groupe   |
| 2011   | J1 League   | 18e         | 21          | 34          | 5           | 6           | 23          | 23          | 64          | -41         | 3e tour             | 1er tour          |
| 2012   | J2 League   | 10e         | 61          | 42          | 16          | 13          | 13          | 51          | 49          | +2          | 3e tour             | -                 |
| 2013   | J2 League   | 10e         | 59          | 42          | 16          | 11          | 15          | 74          | 61          | +13         | Huitièmes de finale | -                 |
| 2014   | J2 League   | 6e          | 64          | 42          | 18          | 10          | 14          | 57          | 44          | +13         | Finaliste           | -                 |
| 2015   | J1 League   | 18e         | 24          | 34          | 4           | 12          | 18          | 24          | 53          | -29         | 4e tour             | Phase de groupe   |
| 2016   | J2 League   | 14e         | 47          | 42          | 11          | 14          | 17          | 43          | 49          | -6          | 3e tour             | -                 |
| 2017   | J2 League   | 11e         | 59          | 42          | 14          | 17          | 11          | 45          | 47          | -2          | 3e tour             | -                 |
| 2018   | J2 League   | 12e         | 56          | 42          | 14          | 14          | 14          | 49          | 51          | -2          | Demi-finales        | -                 |
| 2019   | J2 League   | 6e          | 70          | 42          | 20          | 10          | 12          | 59          | 40          | +19         | 2e tour             | -                 |
| 2020   | J2 League   | 7e          | 62          | 42          | 17          | 11          | 14          | 59          | 42          | +17         | -                   | -                 |
| 2021   | J2 League   | 7e          | 68          | 42          | 20          | 8           | 14          | 61          | 49          | +12         | 2e tour             | -                 |
| 2022   | J2 League   | 6e          | 64          | 42          | 17          | 13          | 12          | 62          | 40          | +22         | 2e tour             | -                 |
| 2023   | J2 League   | 5e          | 67          | 42          | 21          | 4           | 17          | 64          | 54          | +10         | 3e tour             | -                 |
| 2024   | J2 League   | 4e          | 66          | 38          | 20          | 6           | 12          | 55          | 36          | +19         | 3e tour             | 1er tour          |
| Saison | Division    | Pos         | Pts         | J           | V           | N           | D           | BP          | BC          | Diff.       | Coupe du Japon      | Coupe de la Ligue |
| Saison | Championnat |             |             |             |             |             |             |             |             |             | Coupe du Japon      | Coupe de la Ligue |

## Logo

1999 - 2022
Depuis 2022